# Сары-Жайык
Сары-Жайык (кирг. Сары-Жайык) — село в Базар-Коргонском районе Джалал-Абадской области Кыргызстана. Входит в состав Талдуу-Булакского айылного аймака.

## География
Село расположено в юго-восточной части области, на берегах реки Гава-Сай (правый приток реки Кара-Ункюр), на расстоянии приблизительно 17 километров (по прямой) к северо-востоку от города Базар-Коргон, административного центра района.

## Население
Согласно оценочным данным Национального статистического комитета Кыргызской Республики, численность населения села на начало 2023 года составляла 617 человек.
| год     | 2009 | 2014 | 2015 | 2020 | 2021 | 2023 |
| ------- | ---- | ---- | ---- | ---- | ---- | ---- |
| человек | 476  | 1190 | 1153 | 704  | 749  | 617  |